# Obydlí
Obydlí je obecně místo, kde někdo bydlí. Obvykle se tím myslí konkrétní budova, případně byt. Právní definici obydlí obsahuje § 133 trestního zákoníku, podle nějž je obydlím dům, byt nebo jiná prostora sloužící k bydlení a příslušenství k nim náležející. Obdobně je chápe ve svém § 82 odst. 1 i trestní řád.
Pro obydlí platí jeho nedotknutelnost, vyjádřená v čl. 12 Listiny základních práv a svobod. Není tak zásadně dovoleno vstupovat do obydlí jiného nebo v něm setrvávat bez dovolení. Porušení tohoto ústavního příkazu je trestným činem Porušování domovní svobody podle § 178 trestního zákoníku. Nedotknutelnost obydlí lze narušit pouze v případě domovní prohlídky, kterou může nařídit jen soudce v trestním řízení. Kromě domovní prohlídky ji lze případně omezit i v jiných zákonem výslovně zakotvených případech, ale jen tehdy, je-li to v demokratické společnosti nezbytné pro ochranu života nebo zdraví osob, pro ochranu práv a svobod druhých anebo pro odvrácení závažného ohrožení veřejné bezpečnosti a pořádku.

## Obydlí a domov
Ve společenských vědách se rozlišuje pojem obydlí, který se vztahuje k prostoru, ve kterém někdo bydlí, a domov, který má další dvě charakteristiky. Evropská observatoř bezdomovectví určuje tři oblasti (domény) domova. Různé typy vyloučení z těchto tří oblastí pak určují různé typy bezdomovectví (bytové nouze). Jde o následující oblasti:
1. Fyzická oblast – jedinec nebo rodina má obydlí, prostor, ve kterém může naplňovat svoje potřeby.
2. Sociální oblast – jedinec nebo rodina má v tomto obydlí soukromí a udržuje sociální vztahy.
3. Právní oblast – jedinec nebo rodina má jistotu užívání tohoto obydlí, vlastnictví případně jiný právní nárok.

Zatímco tedy ubytovna může být určitým druhem obydlí a jedinec má k jednomu z pokojů (fyzická oblast) na ubytovně právní nárok ve formě smlouvy o ubytování (právní oblast), nemá tam soukromí a jen velmi omezenou možnost udržovat sociální vztahy (sociální oblast), a tedy bydlení na ubytovně může být sotva považováno za bydlení doma.